# Grigore Socolescu
Grigore Socolescu, född 7 augusti 1905 i Bukarest, död 1995, var en rumänsk bobåkare. Han deltog vid olympiska vinterspelen i Sankt Moritz 1928. Hans lag kom på sjunde plats. Han var bror till Mircea Socolescu.